# Хорняк, Жольт
Жольт Хо́рняк (словац. Zsolt Hornyák; 1 мая 1973) — словацкий футболист, защитник, тренер. Пятикратный чемпион Словакии и двукратный чемпион Армении (как тренер).

## Клубная карьера
Хорняк является воспитанником «Слована» из Братиславы. За время своего пребывания в чемпионате Словакии он выиграл пять чемпионских титулов с тремя разными клубами. Наиболее ценным для него является титул чемпиона Чехословакии, который он выиграл в футболке Слована в 1992 году.
После успешных выступлений за «Кошице» (титул чемпиона Словакии) Хорняк вернулся в родной клуб. Под руководством Станислава Григи он выиграл ещё один чемпионский титул. Но команда распалась, и Хорняк отправился к стан соперников из «Интера» из Братиславы, который в то время возглавлял Йозеф Бубенко.
В 2001 году Хорняк рассматривал предложения российского «Динамо» Москва, немецкого «Нюрнберга» и венгерского «Ференцвароша» и в итоге решил перебраться в «Динамо». Отыграв за клуб один сезон, он вернулся в Словакию, как ожидалось, в прогрессировавшую «Петржалку», но в итоге вернулся в «Слован».
В 2004 году 31-летний Хорняк отправился в кипрский «Пафос», после чего завершал карьеру игрока в австрийском клубе четвёртой лиги «Шпратцерн» и чешском ФК «Глучин».

## В сборной
Хорняк сыграл три игры за сборную Словакии в 2000—2001 годах.

## Тренерская карьера
Хорняк работал в качестве главного тренера в армянских клубах «Мика» и «Бананц» с 2011 года. В том же году был помощником главного тренера Йозефа Бубенко в «Мике», а в следующем году сменил его на посту главного тренера. В 2012—2013 годах «Мика» выиграла Суперкубок и завоевала серебряные награды чемпионата.
В следующем году Хорняк был назначен главным тренером «Бананца» и взял с командой золотые медали чемпионата в сезоне 2013/14. Это был первый титул «Бананца» в истории. В 2014 году «клуб» выиграл Суперкубок Армении. Хорняк был включён в список 10 лучших словацких тренеров в 2013 (8-е место) и 2014 годах (6-е место). С августа по декабрь 2017 — главный тренер клуба «Луч-Энергия».

## Достижения

### Как игрок
«Слован»
- Чемпион Чехословакии: 1991/92[англ.]
- Чемпион Словакии: 1994/95, 1998/99

«Кошице»
- Чемпион Словакии: 1996/97

«Интер» Братислава
- Чемпион Словакии: 1999/00, 2000/01
- Обладатель Кубка Словакии: 1999/00, 2000/01[англ.]

### Как тренер
«Мика»
- Обладатель Суперкубка Армении: 2012

«Бананц»
- Чемпион Армении: 2013/14
- Обладатель Суперкубка Армении: 2014